# Éditions Trois-Pistoles

Les Éditions Trois-Pistoles sont une maison d'édition québécoise fondée par l'écrivain Victor-Lévy Beaulieu et située à Trois-Pistoles, au Québec.
Le fonds d'archives des Éditions Trois-Pistoles (P876) est conservé au centre BAnQ Vieux-Montréal de Bibliothèque et Archives nationales du Québec.